# British Empire and Commonwealth Games 1954
De vijfde British Empire and Commonwealth Games, een evenement dat tegenwoordig onder de naam Gemenebestspelen bekend is, werden gehouden van 30 juli tot en met 7 augustus 1954 in Vancouver, Canada. Het waren de eerste spelen onder deze naam, de eerste vier edities werden als de British Empire Games georganiseerd.
Een recordaantal van 24 teams nam deel. Debuterende teams waren de Bahama's, Barbados, Goudkust, Kenia, Noord-Rhodesië, Oeganda en Pakistan. India (die als rechtsopvolger van voormalig deelnemer Brits-Indië wordt gerekend) nam voor het eerst als onafhankelijk land deel. Van alle eerdere deelgenomen landen ontbraken alleen Ceylon en de Federatie van Malaya.
Dezelfde negen sporten als op de editie van 1950 werden beoefend.

## Deelnemende teams

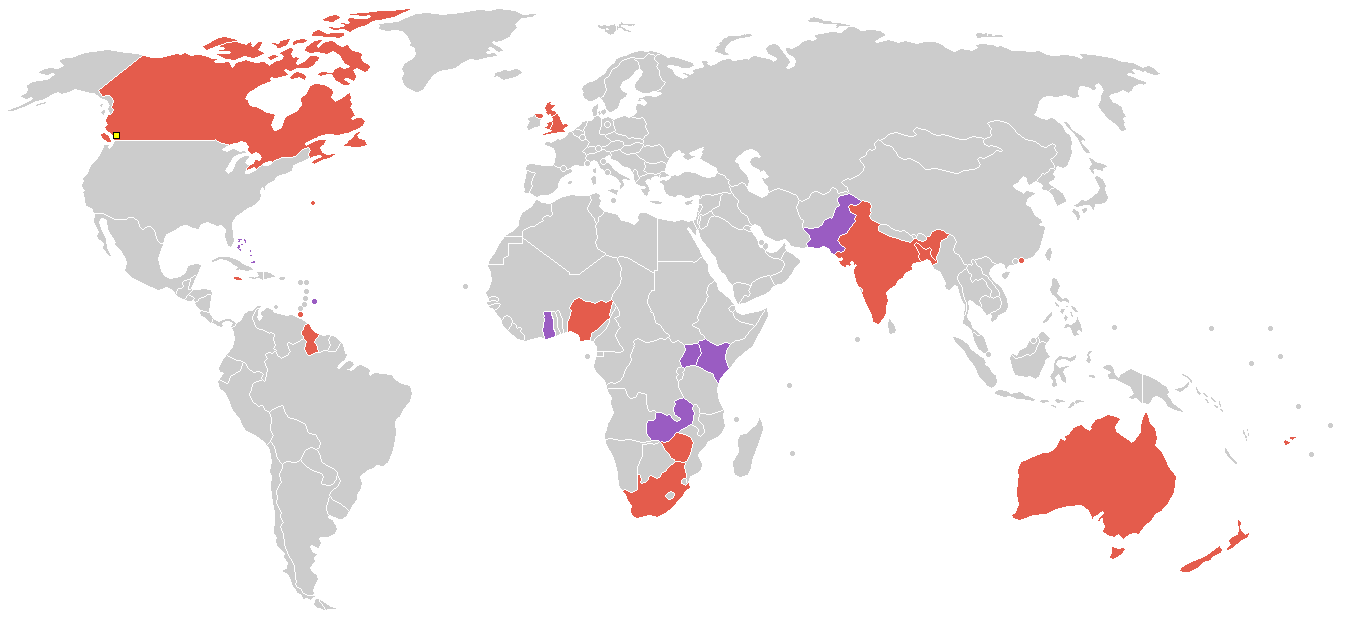
Deelnemende teams

## Sporten
| Sport                            | Onderdelen | Onderdelen | Onderdelen |
| Sport                            | Tot.       | M          | V          |
| -------------------------------- | ---------- | ---------- | ---------- |
| Atletiek                         | 29         | 20         | 9          |
| Boksen                           | 10         | 10         | 0          |
| Bowls                            | 3          | 3          | 0          |
| Gewichtheffen                    | 7          | 7          | 0          |
| Roeien                           | 5          | 5          | 0          |
| Schermen                         | 7          | 6          | 1          |
| Wielersport                      | 5          | 5          | 0          |
| Worstelen                        | 8          | 8          | 0          |
| Zwemsport Schoonspringen Zwemmen | 4 13       | 2 7        | 2 6        |
| Totaal                           | 91         | 73         | 18         |

## Medailleklassement
|        | Land               | Goud | Zilver | Brons | Totaal |
| ------ | ------------------ | ---- | ------ | ----- | ------ |
| 1      | Engeland           | 23   | 24     | 20    | 67     |
| 2      | Australië          | 20   | 11     | 17    | 48     |
| 3      | Zuid-Afrika        | 16   | 6      | 13    | 35     |
| 4      | Canada             | 9    | 20     | 14    | 43     |
| 5      | Nieuw-Zeeland      | 7    | 7      | 5     | 19     |
| 6      | Schotland          | 6    | 2      | 5     | 13     |
| 7      | Trinidad en Tobago | 2    | 2      | 0     | 4      |
| 8      | Noord-Ierland      | 2    | 1      | 0     | 3      |
| 8      | Zuid-Rhodesië      | 2    | 1      | 0     | 3      |
| 10     | Noord-Rhodesië     | 1    | 5      | 4     | 10     |
| 11     | Nigeria            | 1    | 3      | 3     | 7      |
| 12     | Pakistan           | 1    | 3      | 2     | 6      |
| 13     | Wales              | 1    | 1      | 5     | 7      |
| 14     | Jamaica            | 1    | 0      | 0     | 1      |
| 15     | Barbados           | 0    | 1      | 0     | 1      |
| 15     | Hongkong           | 0    | 1      | 0     | 1      |
| 15     | Oeganda            | 0    | 1      | 0     | 1      |
| 18     | Brits-Guiana       | 0    | 0      | 1     | 1      |
| Totaal | Totaal             | 92   | 89     | 89    | 270    |

Atletiek · Boksen · Bowls · Gewichtheffen · Roeien · Schermen · Schoonspringen · Wielersport · Worstelen · Zwemmen
1930 ·
1934 ·
1938 ·
1950 ·
1954 · 
1958 · 
1962 · 
1966 ·
1970 · 
1974 ·
1978 ·
1982 ·
1986 ·
1990 ·
1994 ·
1998 ·
2002 ·
2006 ·
2010 ·
2014 ·
2018 ·
2022 ·
2026